# Saint-Georges-Montcocq
Saint-Georges-Montcocq är en kommun i departementet Manche i regionen Normandie i norra Frankrike. Kommunen ligger i kantonen Saint-Lô-Ouest som tillhör arrondissementet Saint-Lô. År 2022 hade Saint-Georges-Montcocq 983 invånare.

## Befolkningsutveckling
Antalet invånare i kommunen Saint-Georges-Montcocq
| Referens: INSEE |